# Playa de Vega
Playa de Vega este o arie protejată (arie specială de conservare — SAC, sit de importanță comunitară — SCI) din Spania întinsă pe o suprafață de 39,08 ha, integral pe uscat.

## Localizare
Centrul sitului Playa de Vega este situat la coordonatele 43°28′42″N 5°08′53″W / 43.4783°N 5.148°V.

## Înființare
Situl Playa de Vega a fost declarat sit de importanță comunitară în mai 1999 pentru a proteja 13 specii de animale. Situl a fost protejat și ca arie specială de conservare în decembrie 2014.

## Biodiversitate
Situată în ecoregiunile atlantică și marină Atlantică, aria protejată conține 12 habitate naturale: Terase mlăștinoase și terase nisipoase neacoperite de apă la reflux, Pante stâncoase silicioase cu vegetație casmofită, Dune mobile cu vegetație embrionară, Fânețe de joasă altitudine (Alopecurus pratensis, Sanguisorba officinalis), Estuare, Faleze cu vegetație de pe coastele atlantice și baltice, Dune mobile de-a lungul țărmului cu Ammophila arenaria („dune albe”), Lande oro-mediteraneene cu formațiuni endemice de grozamă, Dune de coastă fixe cu vegetație erbacee („dune gri”), Păduri aluvionare cu Alnus glutinosa și Fraxinus excelsior (Alno-Padion, Alnion incanae, Salicion albae), Pajiști uscate europene, Vegetație anuală la limita mareei.
La baza desemnării sitului se află mai multe specii protejate:
- păsări (10): fluierar de munte (Actitis hypoleucos), pescăruș albastru (Alcedo atthis), stârc cenușiu (Ardea cinerea), cufundar mare (Gavia immer), Larus argentatus, pescăruș negricios (Larus fuscus), Larus michahellis, Numenius phaeopus, Phalacrocorax carbo sinensis, chiră de mare (Sterna sandvicensis)
- mamifere (1): vidră de râu (Lutra lutra)
- nevertebrate (1): Euplagia quadripunctaria
- reptile (1): Lacerta schreiberi

Pe lângă speciile protejate, pe teritoriul sitului au mai fost identificate 2 specii de plante, 1 specie de amfibieni.